# Asiophlugis malacca
Asiophlugis malacca är en insektsart som beskrevs av Andrej Vasiljevitj Gorochov 1998. Asiophlugis malacca ingår i släktet Asiophlugis och familjen vårtbitare. Inga underarter finns listade i Catalogue of Life.